# Tian'e (socken i Kina)
Tian'e (kinesiska: 天峨乡, 天峨) är en socken i Kina. Den ligger i provinsen Sichuan, i den sydvästra delen av landet, omkring 110 kilometer söder om provinshuvudstaden Chengdu. Antalet invånare är 18 957. Befolkningen består av 8 926 kvinnor och 10 031 män. Barn under 15 år utgör 15,0 %, vuxna 15-64 år 72 %, och äldre över 65 år 11,0 %.
Genomsnittlig årsnederbörd är 1 348 millimeter. Den regnigaste månaden är juli, med i genomsnitt 306 mm nederbörd, och den torraste är december, med 13 mm nederbörd.